# Тау (Янаульський район)
Та́у (рос. Тау, башк. Тау) — присілок у складі Янаульського району Башкортостану, Росія. Входить до складу Месягутовської сільської ради.
Населення — 194 особи (2010; 231 у 2002).
Національний склад:
- башкири — 96 %

Стара назва — Тавово.